# Flaco
José María Glaría Avizanda, meglio noto come Flaco (Pamplona, 24 maggio 1966), è un allenatore di calcio ed ex calciatore spagnolo, di ruolo difensore.

## Carriera

### Club
Flaco cominciò la carriera con la maglia del Deportivo Aragón, per poi trasferirsi al Rayo Vallecano. Con quest'ultima squadra, conquistò il secondo posto finale nella Segunda División 1988-1989, raggiungendo così la promozione nella Primera División. Giocò 11 incontri nella massima divisione spagnola, senza mai andare in rete. Nel 1992, passò ai norvegesi del Molde. Esordì in squadra il 26 aprile, schierato titolare nel successo per 1-0 sul Tromsø. Questo fece di lui il primo calciatore spagnolo a giocare nella Tippeligaen. Il 13 giugno 1993 realizzò il primo gol nella massima divisione norvegese, nella sconfitta per 5-3 sul campo del Lyn Oslo. In quella stagione, il Molde retrocesse nella 1. divisjon, ma Flaco rimase in forza alla squadra e contribuì all'immediata promozione. Nello stesso anno, fu titolare nella finale di Coppa di Norvegia, vinta per 3-2 sul Lyn Oslo. Restò al Molde fino al 1996.

## Palmarès

### Club

#### Competizioni nazionali
- Coppa di Norvegia: 1

Molde: 1994